# Bleeker-Haus

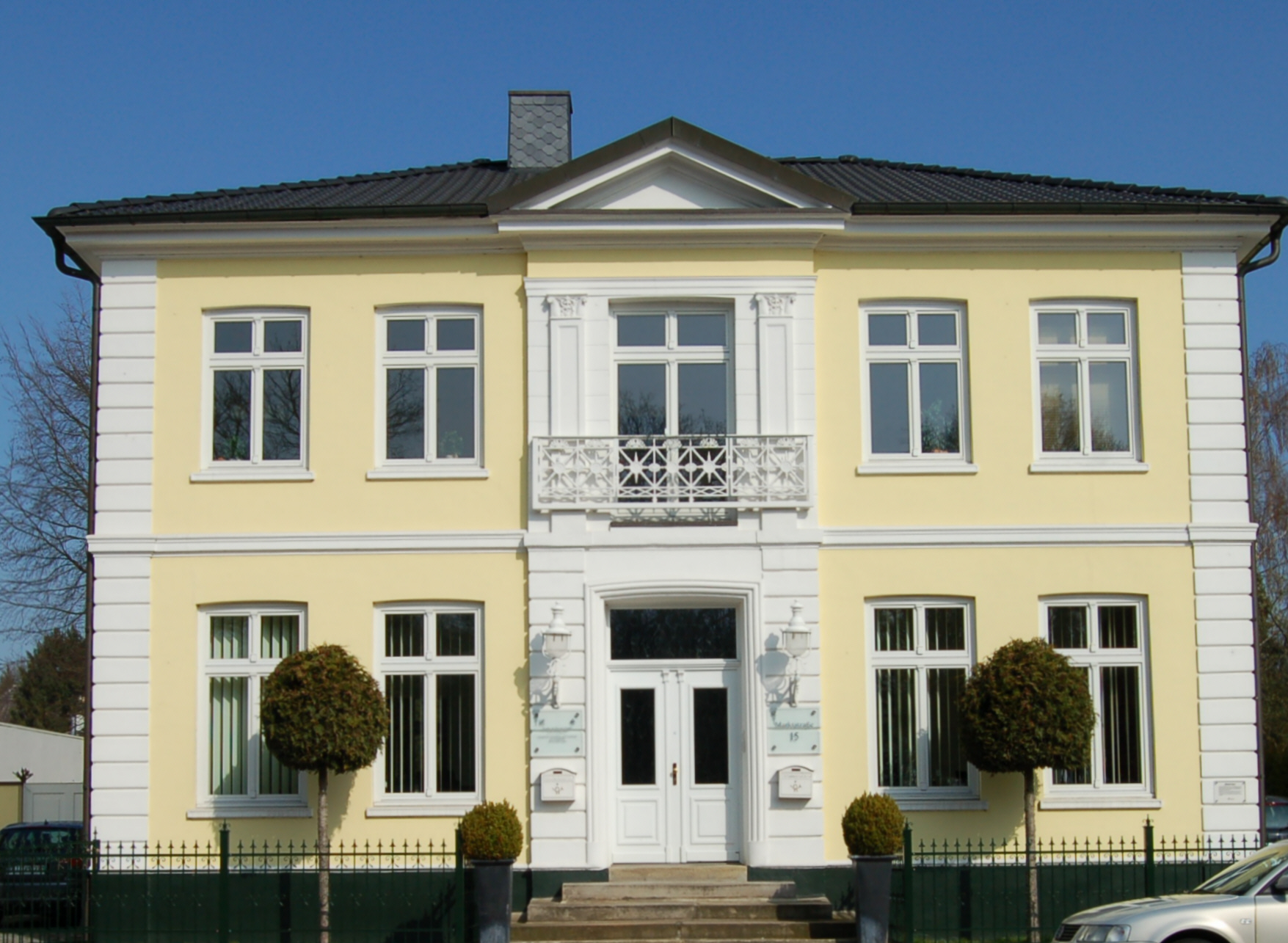
Das Bleeker-Haus in Uetersen

Das  Bleeker-Haus   ist ein denkmalgeschütztes Gebäude in Uetersen, Kreis Pinneberg.  
Das Gebäude  ist ein zweigeschossiges freistehendes Wohnhaus mit Walmdach im Stil des Spätklassizismus mit flach vorgezogener Mittelrisalit über zwei Geschosse mit Balkon. Das gusseiserne Balkongeländer ist mit Palmettenmotiven verziert. Erbaut wurde es in der Mitte des 19. Jahrhunderts im Auftrag  von Anton und  Cäcilie Bleeker, Besitzer einer Sägemühle und Papierfabrik in Uetersen. Die Eheleute taten sich als Wohltäter hervor. Sie waren Stifter zahlreicher sozialer Einrichtungen, wie einer Mädchenschule und dem Krankenhaus der Stadt Uetersen (Bleeker–Stiftung). Cäcilie Bleeker  wurde später (1879)  zur Ehrenbürgerin der Stadt ernannt und wurde gleichzeitig die erste Ehrenbürgerin in Schleswig-Holstein. Im Jahr 1999 wurde nach ihr eine Parkanlage benannt (Cäcilie-Bleeker-Park).
Das Gebäude steht wegen seines architektonischen, historischen und städtebaulichen Wertes als Kulturdenkmal unter Denkmalschutz.
- Siehe auch: Bildtafel der Kulturdenkmale in Uetersen
- Siehe auch: Liste der Kulturdenkmale in Uetersen